# Bhavaviveka

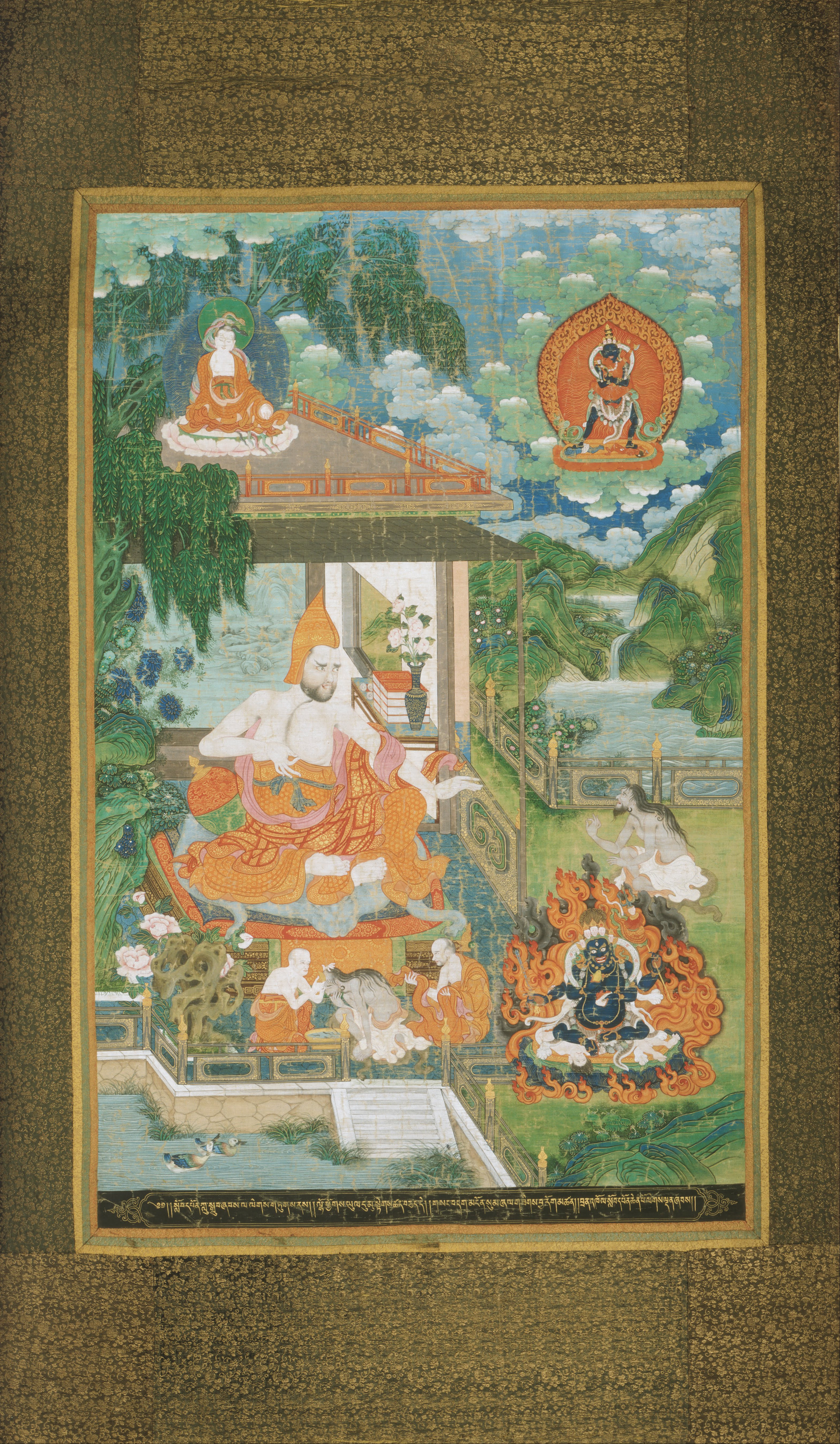
Bhavaviveka convierte a sus oyentes al budismo

Bhāvaviveka (Tib. legs ldan 'byed) (ca 500-570) , fue el fundador de la tradición Svatantrika de la escuela  Madhyamaka del Budismo indio. Criticó la interpretación de Buddhapalita de la obra clásica de Nagarjuna Mūlamadhyamakakārikā . El gran maestro Chandrakirti más tarde  defendió la postura de  Buddhapalita y refutó a  Bhavaviveka.

## Biografía
Bhavaviveka nació al este de Magadha en India en una familia Chatria (otras fuentes lo ubican en "Mālaya-ra",  India del sur). Luego de ordenarse monje viajó a Nalanda donde recibió enseñanzas sobre los sutras del Mahayana y los textos de Nagarjuna, tras lo cual retornó al sur de la India donde se convirtió  en un reputado docente en numerosos monasterios. Sostuvo una célebre polémica con Dharmapala, un maestro de la escuela Yogacara.
Bhavaviveka vivió en un tiempo de fermento inusual en la historia del pensamiento budista en la India, en que las dieciocho escuelas tradicionales seguían resistiendo las innovaciones del Mahayana. Los Versos del corazón del camino medio de  Bhavaviveka, junto con su comentario, reflejan de manera detallada las  controversias que formaron el pensamiento budista de esa época
Bhavaviveka sostenía que Buddhapalita tendría que haber planteado  argumentos lógicos, no contentarse con señalar los errores de los adversarios. Su crítica inauguró la escuela Svatantrika, que oponía el uso de silogismos al método  por reducción al absurdo de los Prasangikas. Fue uno de los primeros  lógicos budistas en emplear el silogismo formal de la lógica india en la exposición del Mādhyamaka, y  la utilizó con considerable efecto en su comentario  al Madhyamakakarika de Nagarjuna, titulado Prajñāpradīpa (La lámpara del conocimiento).
La mayoría de los trabajos de Bhavaviveka sobrevivieron solo en sus traducciones tibetanas o chinas. Estos  Incluyen  el comentario mencionado, así como lo que fue probablemente la primera “enciclopedia de filosofía india”, el Madhyamakahrdaya, junto con un autocomentario llamado Tarkajvala  (El fulgor del razonamiento).